# Papuana philippinica
Papuana philippinica är en skalbaggsart som beskrevs av Gilbert John Arrow 1937. Papuana philippinica ingår i släktet Papuana och familjen Dynastidae. Inga underarter finns listade i Catalogue of Life.